# هندسة
الهَنْدَسَةٌ هي ممارسة تستخدم المبادئ العلمية وتطبيقها لتصميم وتنفيذ المنشآت والهياكل والآلات والاختراعات والأدوات والأنظمة والعمليات والعناصر الأخرى المطلوبة للوصول إلى هدف معين، وهو أيضًا الطريقة الأمثل لتسخير الموارد الطبيعية لخدمة الإنسان. بمعنى آخر هي فن تطبيق المبادئ العلمية والتجارب الحياتية في حياتنا لتحسين الأشياء التي نستعملها أو المنشآت التي نعيش فيها. تتضمن الهندسة العديد من المجالات الهندسية، ولكل منها تركيز في الرياضيات التطبيقية والعلوم التطبيقية.

## أصل الكلمة
كلمة مهندس في بعض المعاجم تعنى من حرفته تقدير مجاري القنى والأبنية ومواضعها المحددة، ويقال فلانٌ هُنْدُوس هذا الأمر، وهم هَنادِسَة هذا الأمر أي عُلماء بهِ. فهو الذي يبتكر، ويصمم، ويحلل، وينشئ، ويبني، ويختبر الآلات والأنظمة والمباني والمواد لتحقيق العمل المطلوب. وهي فارسية الأصل، مشتقة من كلمة «الهنداز» المعربة من الكلمة الفارسية «آب أنْدازْ» حيث صيرت الزَّايُ سِينًا للأنة ليس في شئ من كلام العرب الزَّايُ بعد الدَّالِ.
وكلمة مهندس في اللغة الإنجليزية (Engineer) لها جذور الكلمة نفسها بالإنجليزية (Ingenious) وبالاتينية (ingenium) أي «مبتكر» أو «عبقري» لذا، فالمهندسون مكلفون بإيجاد حلول مبتكرة لمشكلات البشرية، وللدلالة عن الابتكار أو العبقرية يتم استعارة مصطلح الهندسة في بعض المواضيع الاجتماعية.

## التاريخ

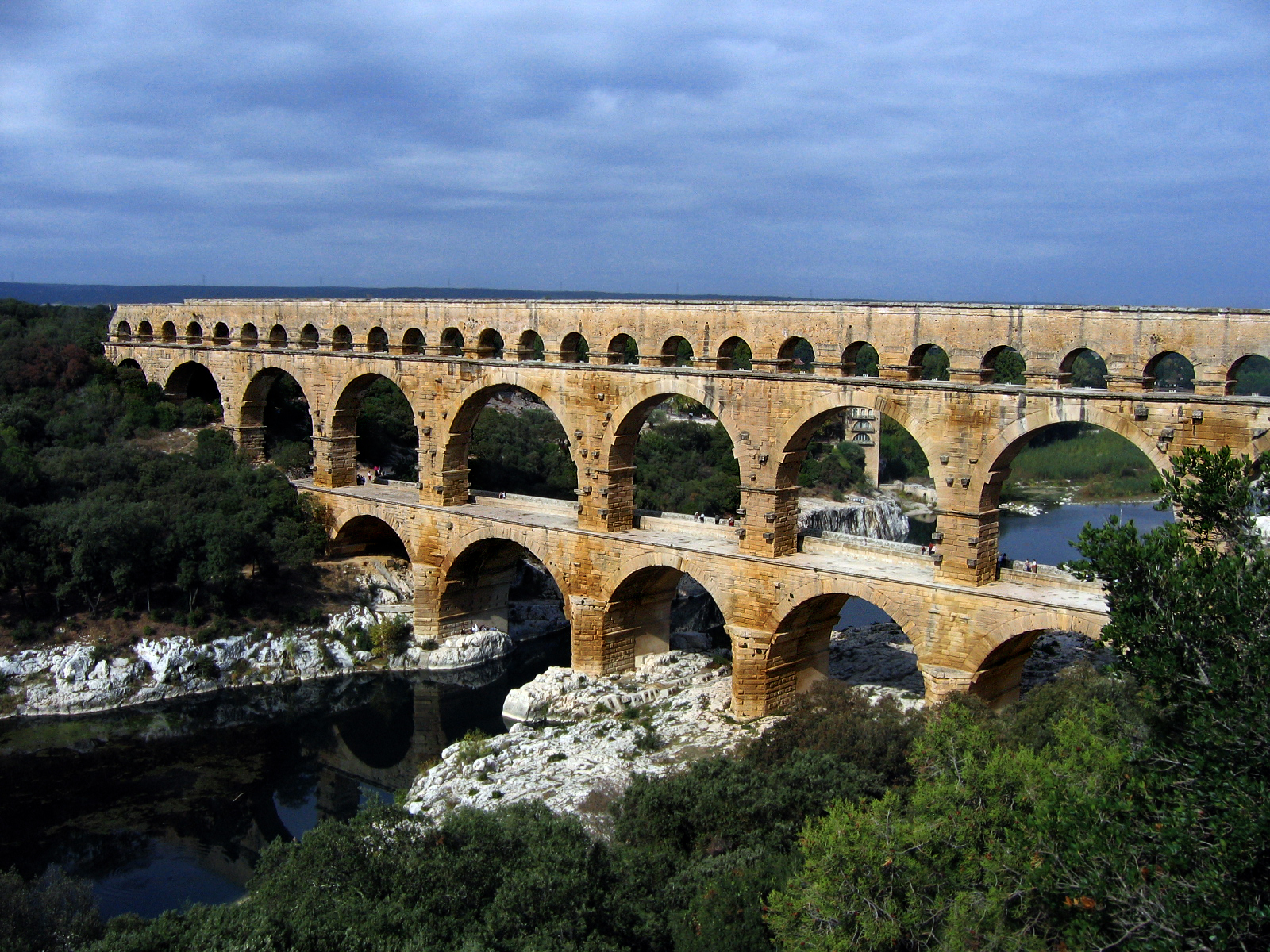
قنوات مائية بناها الرومان القدماء لتوفير إمدادات ثابتة من المياه النظيفة والعذبة للمدن والبلدات في الإمبراطورية.

الهندسة والعقلية الهندسية بالمعنى الواسع كانت موجودة بالمجتمعات البدائية منذ عصر ما قبل التاريخ فهو علم قدمة بقدم البشرية، عندما ابتكر البشر ابتكارات مثل الإسفين والرافعة والعجلة والبكرة وقوس والسهم وغيرها من الإبتكارات، حدثت نقلة في العلوم والطرق الهندسية مع الحضارات القديمة مثل الحضارة الإغريقية وحضارة بلاد الرافدين وحضارة مصر القديمة والحضارة الهندية والحضارة الصينية وغيرها من الحضارات، وكان هذا نتيجة لبحث الإنسان عن طرق وقواعد عملية تساعد على تسخير الموارد الطبيعية لتشيد الأبنية وتكوين الآلات، وطرق لقياس الزوايا وحساب المساحات وإيجاد بعض الأشكال الهندسية. لقد تطورت هذه القواعد عبر التاريخ وتناقلتها البشرية ووضعت في قواعد عامة.

### العصور القديمة
الأهرامات في مصر القديمة، الزقّورات في بلاد ما بين النهرين، الأكروبوليس أثينا والبارثينون في اليونان القديمة، القنوات الرومانية وطريق أبيا والكولوسيوم في الإمبراطورية الرومانية، ومعبد بيروفودايار في ثنجفور، وتيوتيهواكان، من بين أشياء أخرى كثيرة، تقف كشهادة على براعة ومهارة المهندسين في العصور القديمة. وكانت أيضا الآثار الأخرى التي لم تعد قائمة مثل حدائق بابل المعلقة ومنارة الإسكندرية من الإنجازات الهندسية الهامة في العصور القديمة واعتبرت من بين عجائب الدنيا السبع في العالم القديم.

### العصور الوسطى والعصر الذهبي للإسلام
ظهرت العديد من الآلات والابتكارات الهندسية في العصور الوسطى والعصر الذهبي الإسلامي بالأخص بعد انهيار الإمبراطورية الرومانية الغربية والتراجع الفكري في الجزء الغربي من أوروبا في تلك الفترة. ومن الآلات والابتكارات الهندسية التي ظهرت في العالم الإسلامي خلال العصر الذهبي للإسلام المضخة العاملة بطاقة الرياح التي ظهرت لأول مرة في القرن التاسع الميلادي،

### العصر الحديث

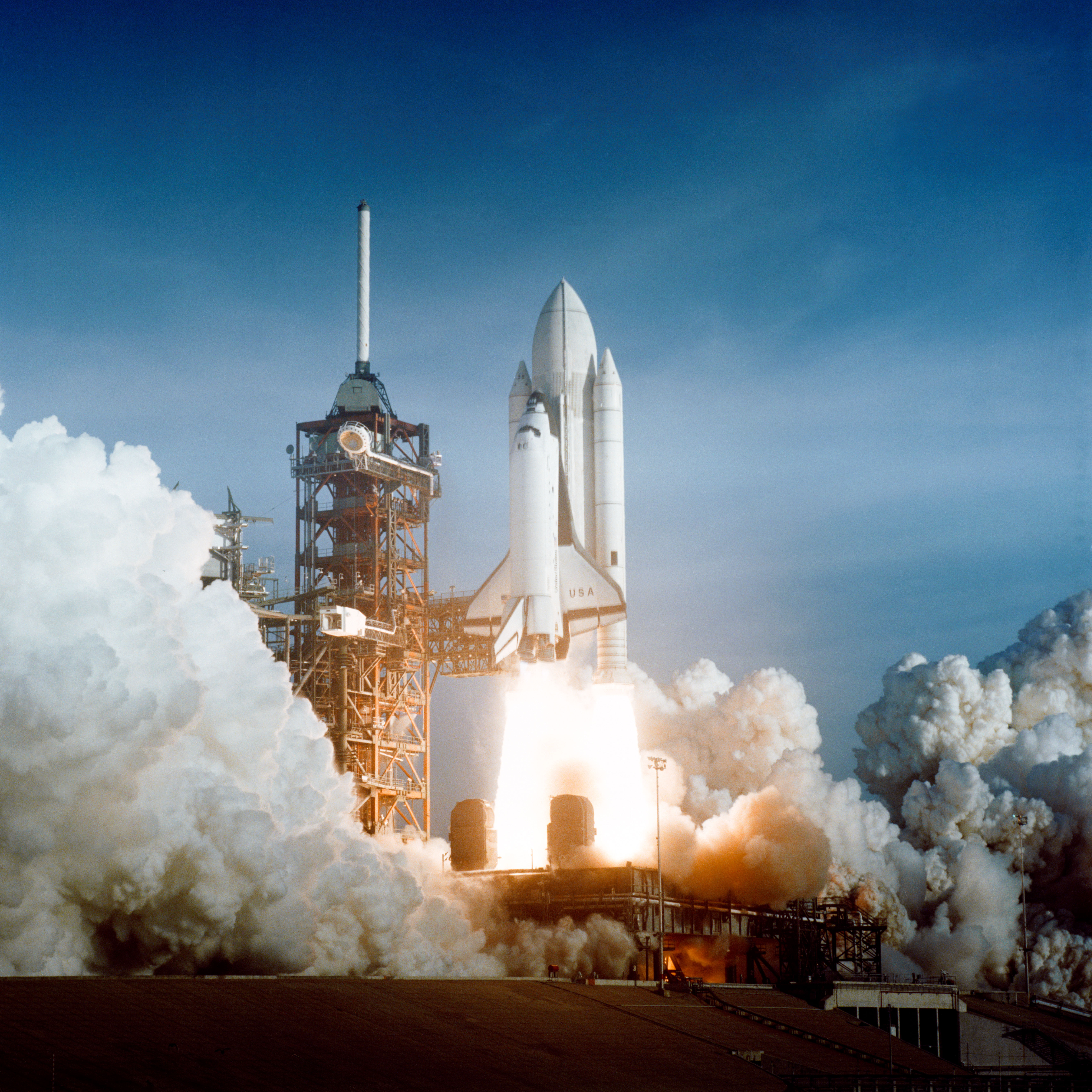
إطلاق المكوك الفضائي كولومبيا في رحلة إس تي إس-1

على مر العصور حولت الهندسة الخيال إلى شيء ملموس ومفيد وفي العصر الحديث الذي نعيش فيه يتم استخدام العديد من الابتكارات والاختراعات الهندسية كأشباه الموصلات والمعالجات الدقيقة والإلكترونيات النانوية والمحركات عالية السرعة المركبات الفضائية والقطارات والسيارات والشاحنات والسفن والطائرات والشبكات الخلوية وشبكات الطاقة والمياه وعمليات التصنيع المخلفة كتصنيع الأدوية والأغذية والأجهزة الإلكترونية والمواد الأساسية وغيرها.
في العصر الحديث سيكون من الصعب للغاية العثور على طريق لا تترك فيه الهندسة أثرها يمتد تطبيق الهندسة اليوم من استكشاف الأرض وأعماق البحار إلى السفر إلى الفضاء وما وراءه.
أدت الهندسة إلى تطورات كبير في النقل عبر البر والبحر والجو حول العالم. أصبح السفر للفضاء ممكنا هندسيا بعد التطور الكبير في المركبات الفضائية من خلال التجارب الهندسية المستمرة، من خلال الهندسة يمكن اليوم استخدام الاقمار الصناعية والمسبار الفضائي للقيام بأعمال عديدة مثل الاتصالات والفحص واكتشاف الفضاء الخارجي. ويمكن الوصول إلى مسافات بعيد في الفضاء الخارجي من خلال المركبات الفضائية واجراء التجارب والدراسات من خلال المحطات الفضائية.
كان الطيران حلم قديم راود الإنسان ومن خلال الهندسة تطور مفهوم الطيران من محاولات القفز على الأبراج إلى الطيران الأسرع من الصوت والفوق الصوتي بواسطة الطائرات الأثقل من الهواء اللتي تستطيع الطيران في غلاف الأرض الجوي اعتماداً على قوة الرفع المتولدة على أجنحتها، أو عن طريق قوة سحب الهواء.

## الأساليب الهندسية
المهندس خلال عمله يطبق الفيزياء والرياضيات لإيجاد أيسر الحلول وأثرها اقتصاديا. في مجال التصميم يحتاج المهندس إلى علوم أخرى تتعدى الفيزياء والرياضيات.
مثلا بعد التصميم والإنتاج يسأل المهندس نفسه عن تكاليف المنتج وعن عامل الأمان وعن اقتصادية المنتج فليس معنى أن التيتانيوم أصلب وأجود أن نستعمله في كل شيء فهذه علوم ضرورية.

### تحديد المشكلة وحلها
عندما يقابل المهندس مشكلة ما لابد من التفكير الهادئ ثم استعمال الرياضيات والفيزياء ثم تجربة حياته في هذه المشكلة. فلا بد للمهندس أن تكون عقليته رياضية في التفكير والتنفيذ.
في حالة حل المشاكل الهندسية لا بد من اختيار أبسط الحلول وأيسرها وذلك عند توافر الحلول. قد يقابل المهندس في حالة تصميم شيء ما مشاكل أو نتائج لا يمكن الوصول إليها رياضيا أو نظريا وأن يقوم ببناء نموذج ما ويدخله في اختبارات العمل فإذا نجح النموذج يكون بإمكان المهندس أن يقوم بتكبير الأبعاد على الشيء الحقيقي، يمكن معرفة ذلك في دراسة ديناميكا الهواء.

### استخدام الحاسب
قبل القرن العشرين كانت الأعمال الهندسية تحتاج من المهندسين وقتا للدراسة والاستنتاج والتجربة، حتى تمكن من ابتكار الحاسب الآلي.
الآن توافرت أساليب وابتكارات عدة يعتمد عليها المهندس، إلا أن الحاسب الآلي هو الأداة الرئيسية التي لا يمكن الاستغناء عنها، حيث توافرت البرمجيات التي تساعد كافة التخصصات والمجالات الهندسية.
باستخدام الحاسب يمكن بناء نماذج مصغرة ووضع الحسابات والاختبارات ونقل ذلك على الطبيعة بنجاح، فمثلا في مجال العمارة والهندسة المدنية يمكن استخدام الأوتوكاد لرسم نموذج مصغر للعمل المطلوب إنجازه، وفي مجال التصميم والآلات يمكن استخدام برنامج السولدوركس أو "solid works" لبناء النموذج ورسمه ووضع الأبعاد اللازمة ودراسة حركته، وغير ذلك مما يمكن استخدامه في مجال صب المعادن والاتصالات والشبكات والتحكم عن بعد، وغير ذلك من البرمجيات التي يمكن القراءة عنها في مواضعها.
يمكن استخدام البرمجيات مثل سي إن سي في المصانع والورش الإنتاجية، لإنتاج منتجات دقيقة جدا، وغير معيبة إلا أنها يسوؤها غلو سعرها.
لا يمكن الجزم بأن البرمجيات أدت إلى تطور كبير لأن البرمجيات تؤدي إلى إلغاء المهارات التي لابد للمهندس منها والتي أصبحت بالبرمجيات مهارات حاسوبية.

## مجالات الهندسة
الهندسة مجال واسع ينقسم إلى عدة مجالات رئيسية وأساسية وتندرج منها مجالات مشتقة ومتداخلة بين عدد من المجالات الرئيسية، على الرغم من أن المهندس عادةً ما يتم تدريبه في تخصص معين إلا أنه قد يصبح متعدد التخصصات من خلال الخبرة وترابط التخصصات الهندسية، تشترك جميع المجالات الهندسية في تطبيقها المبادئ الهندسية العامة وتركيزها على دراسة الرياضيات التطبيقية والعلوم التطبيقية، ومن أهم المجالات الهندسية الأساسية والرئيسية هي الهندسة المدنية والهندسة الكهربائية والهندسة الكيميائية والهندسة الميكانيكية، التي تندرج منها العديد من المجالات المتداخلة أو المشتقة من المجالات الرئيسية.

### الهندسة المدنية

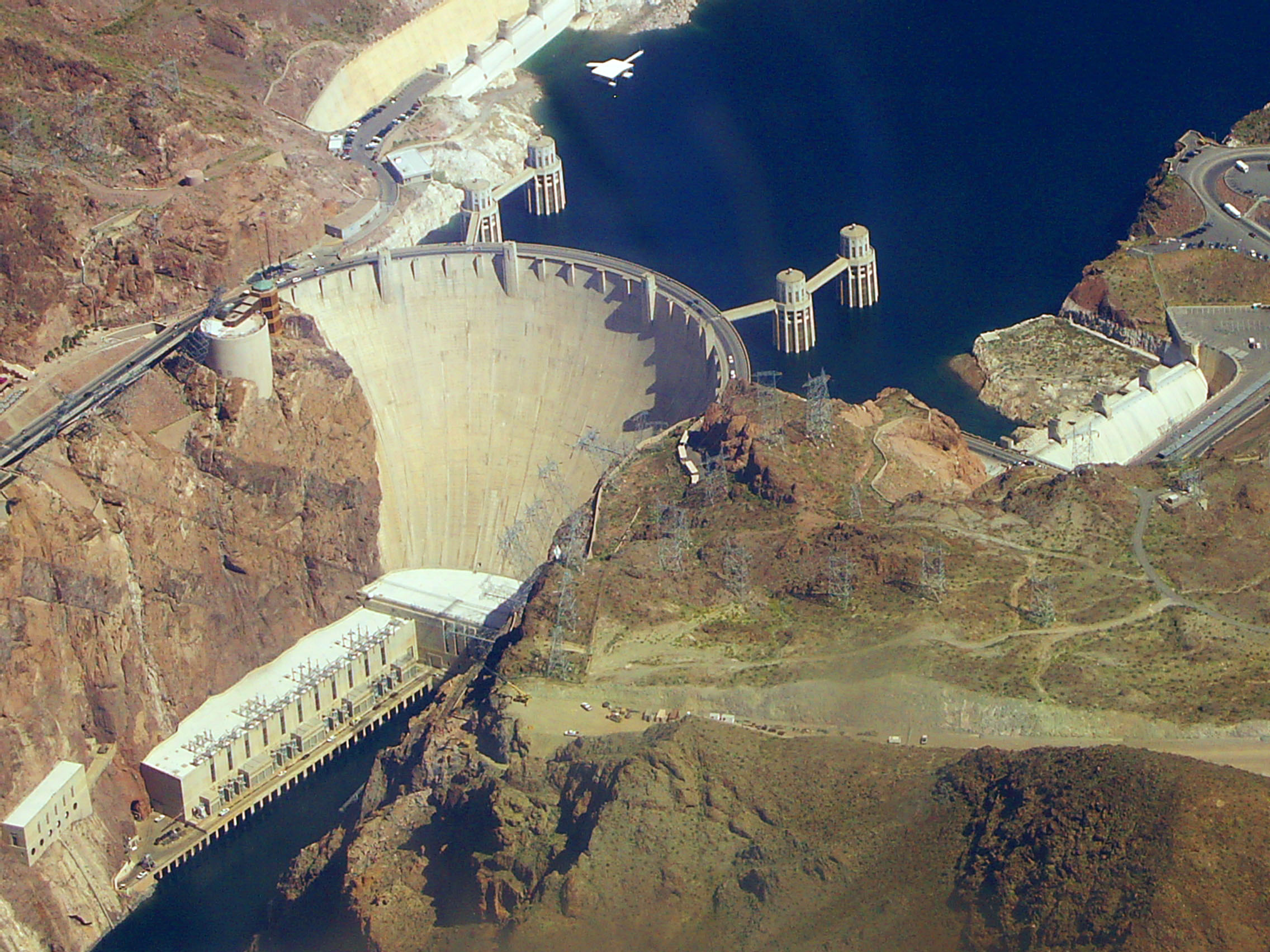
سد هوفر

تختص الهندسة المدنية بتصميم وتحليل وبناء وتشييد المنشآت والبنية التحتية المختلفة. فهي مسئولة عن بناء الطرق والجسور، والسدود، والأنفاق، وأنظمة الري والزراعة والمطارات والموانئ والسكك الحديدية، والمباني، وأنظمة المياه والصرف الصحي، وغيرها من المنشآت التي من شأنه الرقي بحضارة البشر وتحسين سبل معيشتهم.

### الهندسة الكهربائية

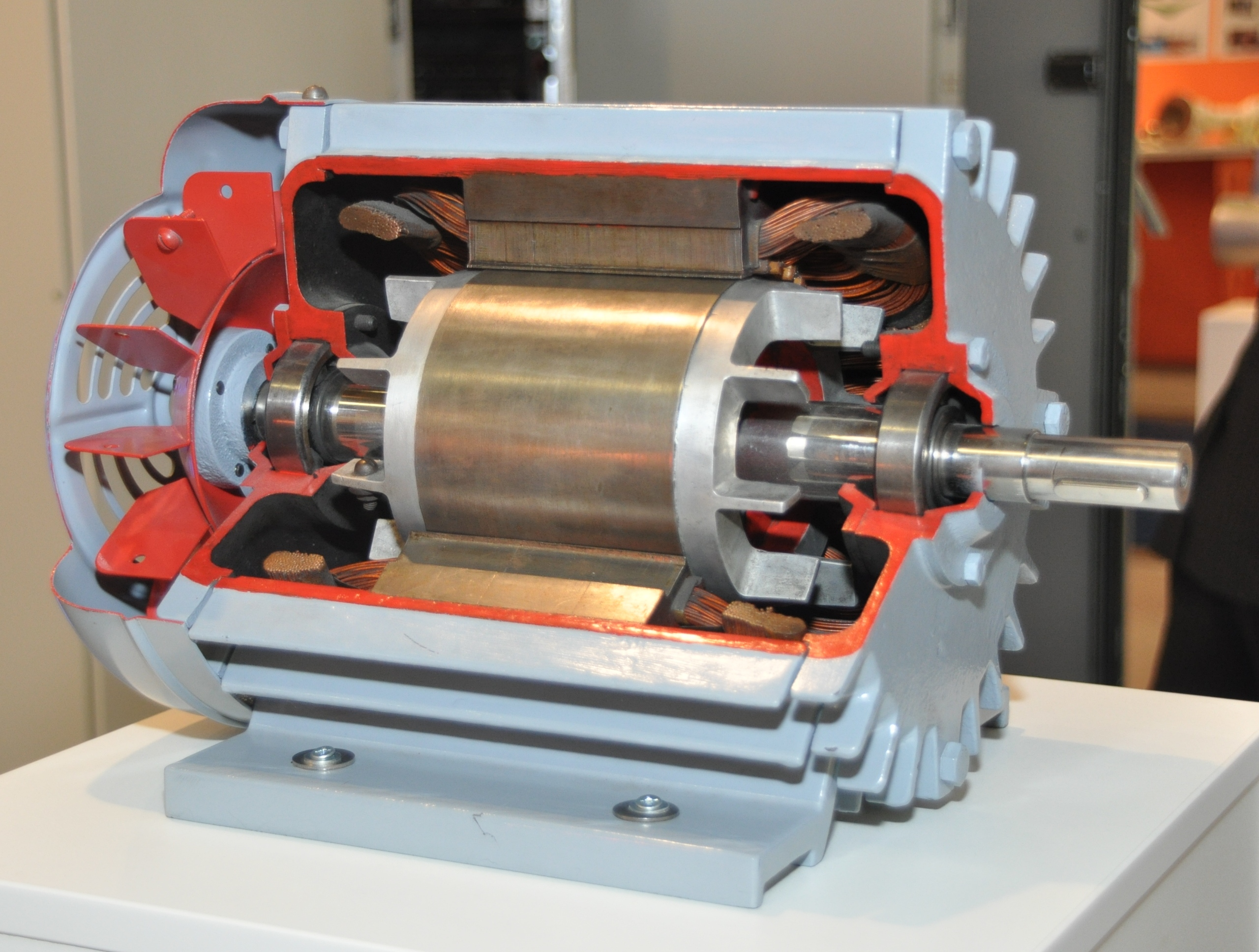
محرك كهربائي

تختص الهندسة الكهربائية بالطاقة وإنتاج الطاقة ونقلها وتوزيعها بكفاءة عالية، وتهتم بمصادر الطاقة المتجددة، والاتصالات والأنظمة السلكية واللاسلكية، وشبكات البيانات، والكهرومغناطيسية من جانب انتقال الموجات وطرق تصمم الهوائيات والألياف البصرية. والإلكترونيات وتطبيقاتها الحديثة، والمعالجة الرقمية وتحليل ومعالجة الإشارات الرقمية، والتحكم بالأجهزة البسيطة والمحركات مرورا بالروبوت، والمعدات المتطورة، وغيرها.

### الهندسة الكيميائية

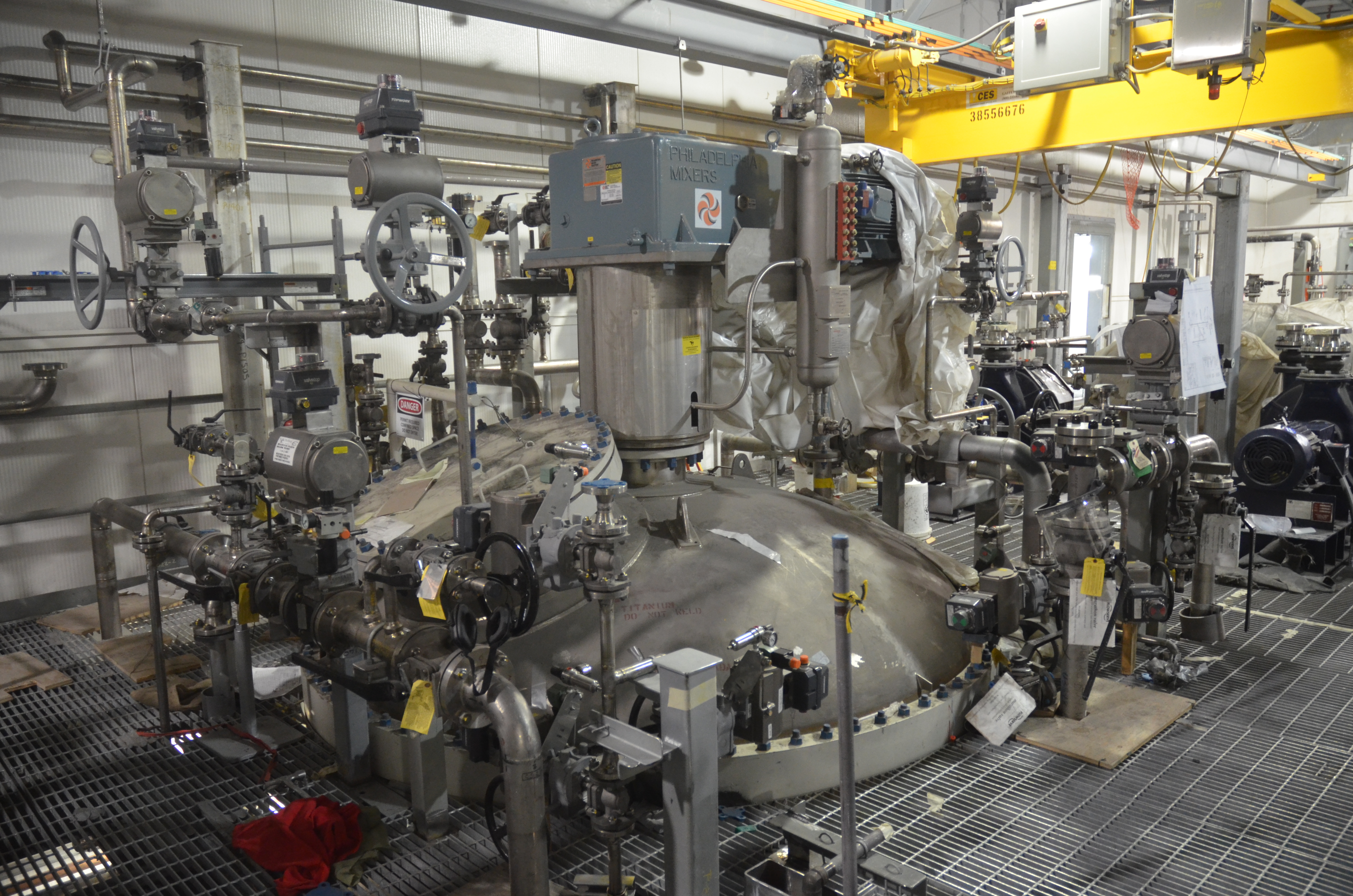
خلاط وعاء تفاعل

تختص الهندسة الكيميائية بتصميم وتطوير العمليات الصناعية الكيميائية أو التحويلية، وبتصميم وبناء وادارة المصانع التي تكون العملية الأساسية فيها هي التفاعلات الكيميائية، وتختص أيضًا بتصميم المعدات اللازمة لتلك العمليات مثل المفاعلات، المبادلات الحرارية وأعمدة التقطير وغيرها. وتندرج تحت هذا المجال عمليات انتقال المادة والحرارة والكتلة، كما تشمل التفاعلات وعمليات الفصل متعددة المراحل. ومن جانب آخر تهتم الهندسة الكيميائية بالبيئة والتحكم في تلوث الهواء والماء، وتهتم في معالجة الغاز الطبيعي وتحلية المياة والتكنولوجيا الحيوية والعقاقير، كما تعمل على نمذجة ومحاكاة العمليات الصناعية باستخدام المبادئ الفيزيائية والكيميائية والرياضية.

### الهندسة الميكانيكية

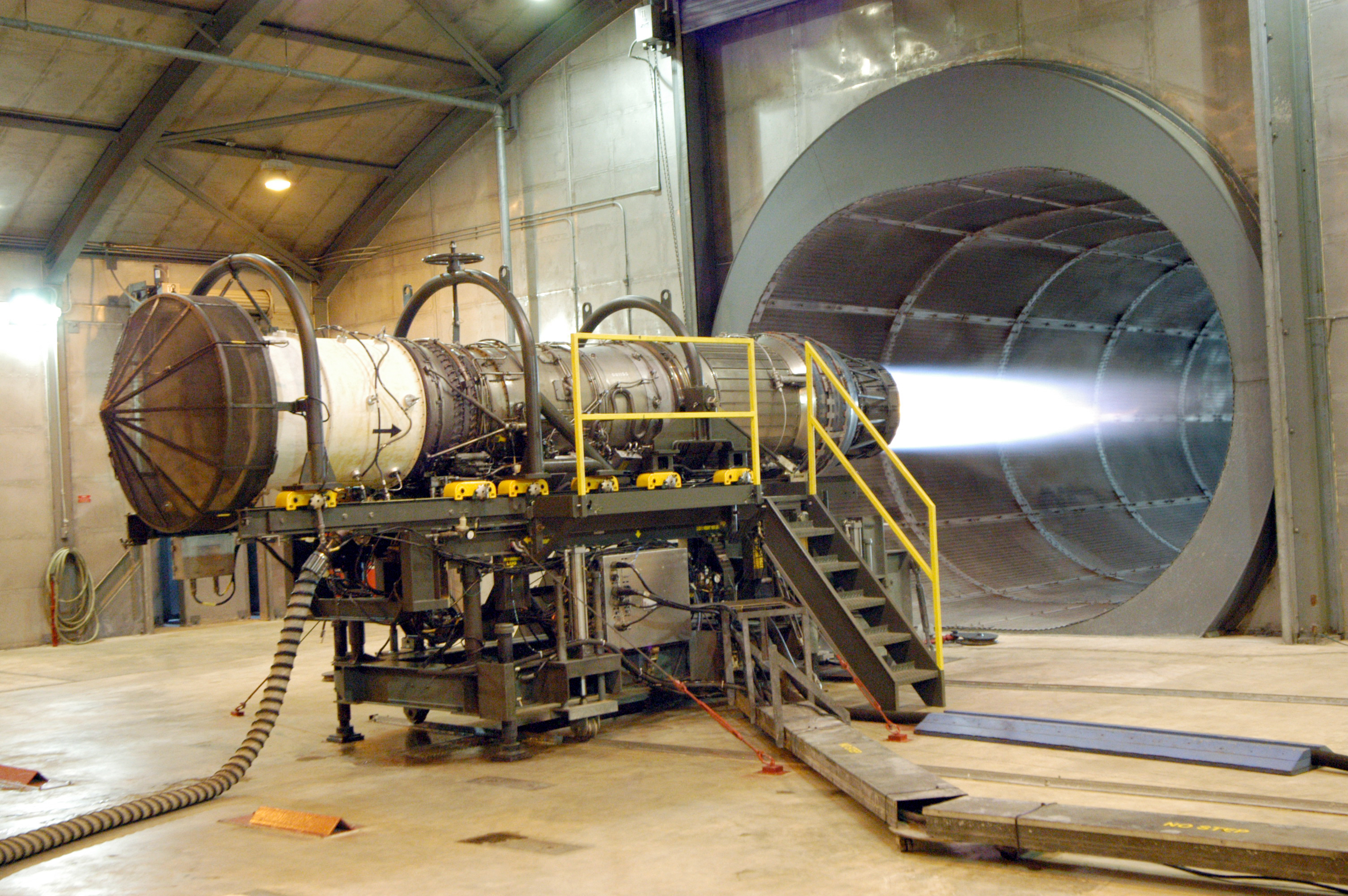
محرك إف 100 لطائرة إف-15 إيغل يجري اختباره

تختص الهندسة الميكانيكية بتصميم وتطوير وتصنيع واختبار وتشغيل وصيانة معظم المنتجات والأنظمة اللازمة لحياتنا اليومية. فهي تشمل مجالات إنتاج الطاقة، والطاقة المتجددة مثل طاقة الرياح والطاقة الشمسية وأنظمة التدفئة والتبريد مثل التدفئة والتهوية وتكييف الهواء وتصميم شبكات المياه والأنظمة الهيدروليكية وتهتم في مجالات تصميم وتصنيع الروبوتات والمركبات والمركبات البحرية والجوية والفضائية والعديد من المجالات الأخرى.

### المجالات الهندسية الأخرى
للهندسة العديد من المجالات التي تركز بشكل أكبر وادق في بعض مواضيع الهندسة المدنية والهندسة الكهربائية والهندسة الكيميائية والهندسة الميكانيكية وبعض المواضيع الأخرى، ومن المجالات الهندسية الأخرى هندسة الطيران والفضاء الجوي، هندسة نانوية، هندسة البوليمرات، هندسة الطاقة، هندسة الاتصالات، هندسة الحاسوب، هندسة بحرية، هندسة وراثية، هندسة طبية حيوية، هندسة النظم البيئية، هندسة الطاقة والبيئة، هندسة نووية، هندسة صناعية، هندسة السكك الحديدية، هندسة التعدين، هندسة بيئية، هندسة الشبكات، هندسة كهروكيميائية، علوم وهندسة المواد، هندسة زراعية، هندسة تفاعلات كيميائية، هندسة العمليات الحيوية، هندسة النفط، هندسة كيميائية حيوية، هندسة حيوية، هندسة حرارية، هندسة أنظمة الطاقة، هندسة المعلومات، هندسة ميكاترونيكس، هندسة جزيئية، هندسة إلكترونيات حيوية، هندسة البرمجيات، هندسة التآكل، هندسة الإلكترونيات، هندسة معمارية، هندسة زلازل، هندسة الإنشاءات، هندسة وإدارة التشييد، هندسة التشييد والبناء، هندسة جيوتقنية، هندسة هيدروليكية، هندسة النقل، هندسة الطرق، هندسة الشواطئ، هندسة الرصف، هندسة سمعية، هندسة السيارات، هندسة تصنيع، هندسة المركبات، هندسة التحكم، هندسة بصرية، هندسة الترددات الراديوية، الهندسة الكهربائية الطبية، هندسة العمليات، هندسة الحماية من الحرائق، هندسة غذائية، هندسة عسكرية، هندسة الخصوصية، هندسة صحية، هندسة أمن، هندسة أنظمة، هندسة المرور، هندسة الرياح، هندسة الأنهار، هندسة تفصيلية، هندسة الرياضيات والحوسبة، هندسة رياضية حاسوبية، هندسة البث، هندسة معمارية بحرية، هندسة الإنتاج، هندسة الوثوقية، هندسة وقائية، هندسة الموارد الحيوية، هندسة الأنسجة، هندسة سريرية، هندسة مشاريع، هندسة جيوماتيكية، هندسة صوتية، إدارة هندسية، وغيرها من المجالات الهندسية التي ترتبط بالمجلات الهندسية التقليدية لحل بعض المشاكل البشرية بطرق هندسية.
رصد موقع «إنجنير جوبز» في عام 2014 الوظائف الهندسية المدرجة في الولايات المتحدة الامريكية ورتب أهم المجالات كالآتي:
| - هندسة كهربائية - هندسة أنظمة - هندسة ميكانيكية - هندسة حاسبات | - هندسة مدنية - هندسة الشبكات - هندسة مشاريع | - هندسة تصنيع - ضمان الجودة - هندسة كيميائية (عمليات) |

والقائمة الأكمل أدناه:
| - هندسة كهربائية - هندسة إلكترونية - هندسة الاتصالات - هندسة ميكانيكية - هندسة معمارية - هندسة مدنية - هندسة زراعية - هندسة المساحة - هندسة بيئية - هندسة النقل | - هندسة بحرية - هندسة التصميم الصناعي - هندسة جيوتكنيكية - هندسة كيميائية - هندسة صناعية - هندسة البترول - هندسة الطيران والفضاء - هندسة الصواريخ - هندسة الحاسوب | - هندسة البرمجيات - هندسة النظم - هندسة الشبكات - الهندسة الطبية الحيوية - هندسة الوراثة - هندسة المعادن والمناجم - هندسة الطاقة - هندسة ميكاترونيات - هندسة إلكترونيات حيوية |

## الهندسة في العلوم والمجالات المختلفة

### العلوم والهندسة

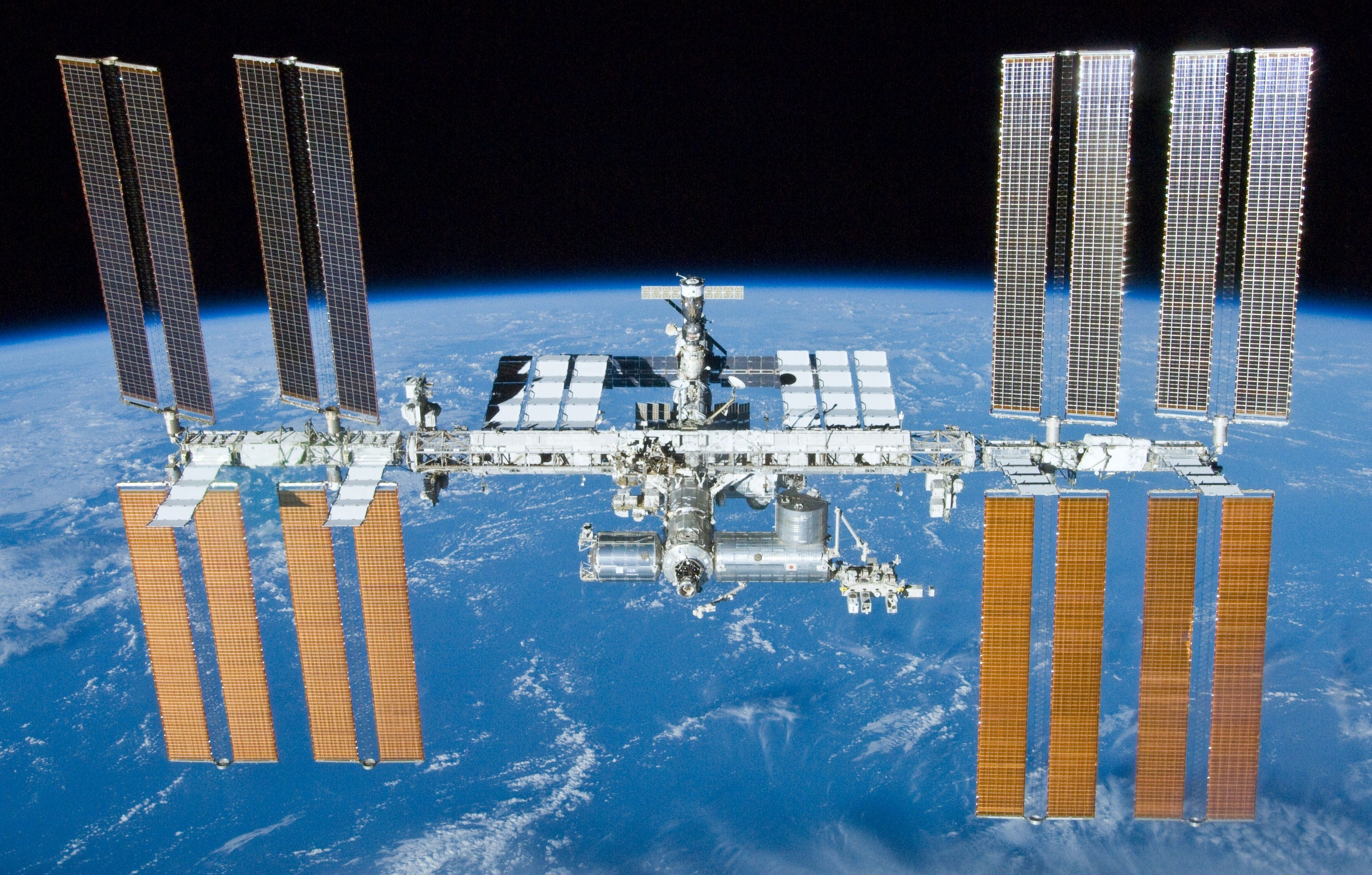
محطة الفضاء الدولية أحد الأعمال الهندسية. يستخدمها العلماء والمهندسين لإجراء تجارب علمية في الفضاء الخارجي.

هناك صلة وثيقة بين العلوم النظرية والهندسة، حيث أن الهندسة تستمد قواعدها وقوانينها من العلوم الطبيعية المختلفة. وكلا المجالين يدرسان المادة وأنواعها والظواهر الطبيعية وأنواعها وطرق الاستفادة والدراسة وغير ذلك. كلا المجالين يستخدم ويطبق الرياضيات ومبادئها.
المهندسين قد يحتاجون في بادئ الأمر إلى قوانين أو نماذج هي من وضع علماء نظريين لكن عند التطبيق العملي فإن المسائل تكون أصعب وبالتالي تكون النتائج وطرق الحل تحتاج إلى فرضيات غير معملية يعرفها المهندسون. مثلا عند تطبيق فيزياء الاحتراق النظرية في الطبيعة يكون الأمر مستحيلا وبلا فائدة نظرا لسلوك المادة المستعملة التي تختلف باختلاف نوعها وبالتالي طرق استخدامها، أيضا معروف أن المحرك الكهربائي مبني أساسا على قانون فارادي وهو في حد ذاته نظري بينما عند التطبيق تكون هناك فرضيات جديدة يعرفها المهندسون لخبرتهم في ذلك. وعندما يتشارك كلا المجالين في عمل حيوي ما لا يمكن الاستغناء عن أحدهما دون الآخر.

ويقول بعض المهندسين ومنهم المهندس يوان تشنغ فونغ أن الهندسة تختلف تمامًا عن العلوم، فالعلماء يحاولون فهم الطبيعة، اما المهندسون يحاولون صنع أشياء غير موجودة في الطبيعة. يؤكد المهندسون على الابتكار والاختراع. لتجسيد اختراع، يجب على المهندس أن يضع فكرته بعبارات ملموسة، وأن يصمم شيئًا يمكن للناس استخدامه. يمكن أن يكون هذا الشيء نظامًا معقدًا، أو جهازًا، أو أداة، أو مادة، أو طريقة، أو برنامجًا للحوسبة، أو تجربة مبتكرة، أو حلًا جديدًا لمشكلة ما، أو تحسينًا لما هو موجود بالفعل. نظرًا لأن التصميم يجب أن يكون واقعيًا وعمليًا، فيجب تحديد بيانات هندسته وأبعاده وخصائصه. في الماضي، وجد المهندسون الذين يعملون على تصميمات جديدة أنه ليس لديهم جميع المعلومات المطلوبة لاتخاذ قرارات التصميم. في أغلب الأحيان، كانت محدودة بسبب المعرفة العلمية غير الكافية. وهكذا درسوا الرياضيات والفيزياء والكيمياء والأحياء والميكانيكا. في كثير من الأحيان كان عليهم أن يضيفوا طابعاً إلى العلوم ذات الصلة بمهنتهم. وهكذا ولدت العلوم الهندسية.
على الرغم من أن الحلول الهندسية تستخدم المبادئ العلمية، نجد أن المهندسين يستخدمون المبادئ العلمية بطريقة مختلفة بطرقة علمية هندسية فيجب على المهندسين مراعاة السلامة والكفاءة والكفائة الاقتصادية والموثوقية وقابلية الإنشاء وسهولة التصنيع بالإضافة إلى اعتبارات بيئية وأخلاقية هندسية وقانونية في جميع أعمالهم.

### الهندسة في الطب وعلم الأحياء

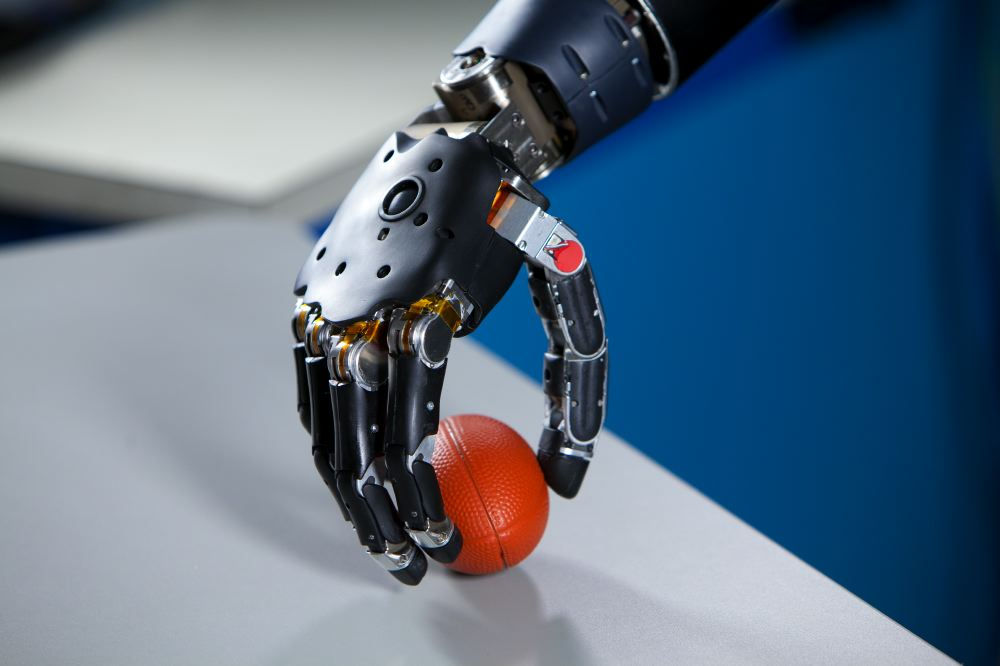
ذراع اصطناعية.

تعتبر دراسة جسم الإنسان من بعض النواحي وإن كانت لأغراض مختلفة قاسماً مشتركًا مهمًا بين الطب والهندسة. يهدف الطب إلى استدامة وإصلاح وتعزيز وحتى استبدال أعضاء جسم الإنسان إذا لزم الأمر من خلال استخدام بعض الطرق التكنولوجية الهندسية وهنا تظهر صلة الطب بالهندسة.
يمكن للطب الحديث بمساعدة الهندسة استبدال بعض أعضاء الجسم المتضررة من خلال استخدام الأعضاء الاصطناعية مثل غرسات الدماغ ومنظّم ضربات القلب الاصطناعي.

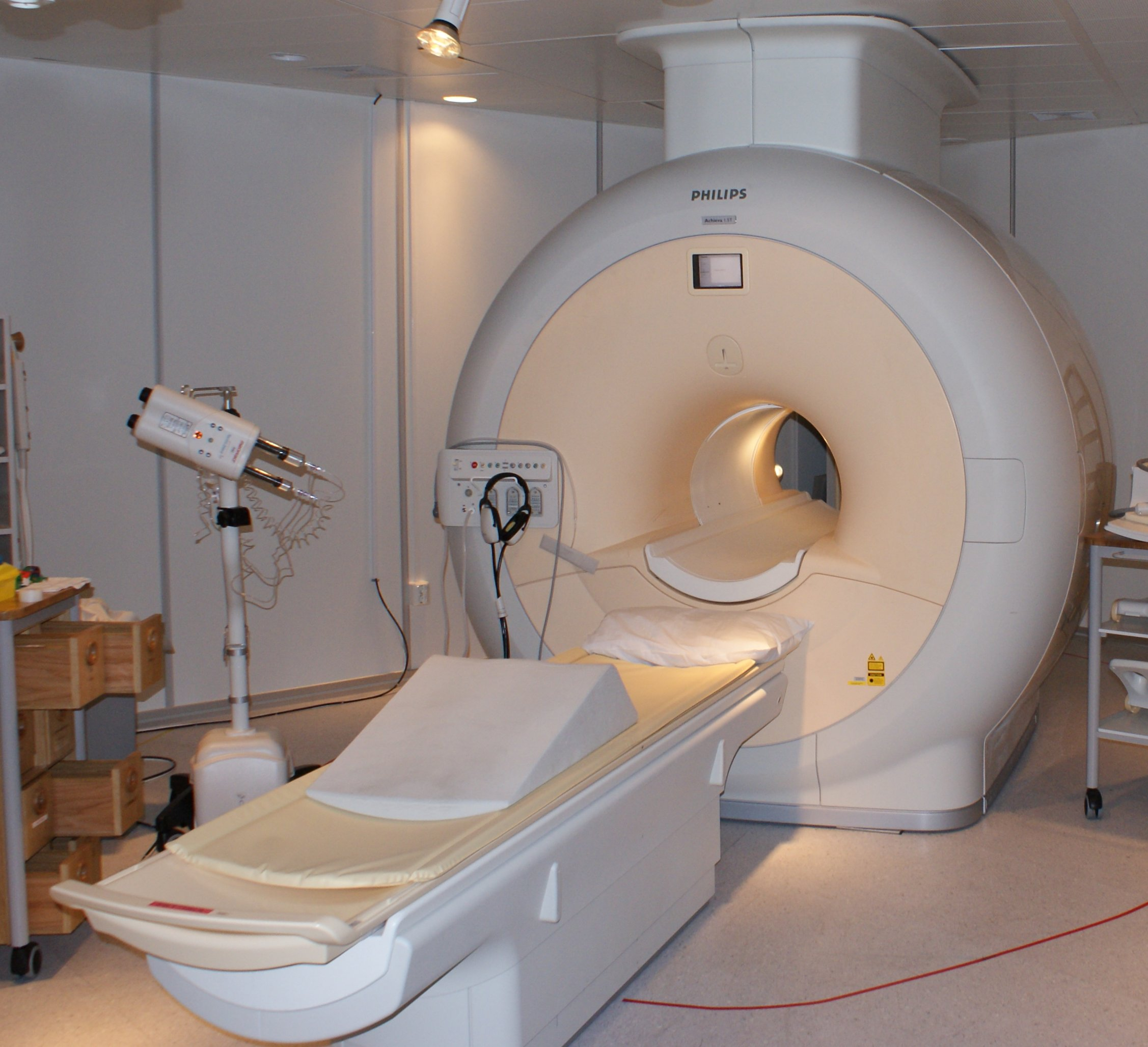
جهاز حديث للتصوير بالرنين المغناطيسي.

هناك العديد من الابتكارات والأدوات الأساسية التي يستخدمها الاطباء من اختراع أو تطوير المهندسين، ومنها الاشعة السينية ومنظّم ضربات القلب الاصطناعي ومزيل الرجفان وغيرها.
يدرس الطب خلايا وأنسجة ووظائف وأعضاء جسم الإنسان. ويمتلك جسم الإنسان العديد من الوظائف والأعضاء التي يمكن تشكيلها باستخدام الأساليب الهندسية.
اما الهندسية تنظر إلى جسم الإنسان على أنه آلة بيولوجية تستحق الدراسة وتكرس نفسها بكافة الطرق لمحاكاة العديد من وظائفها عن طريق استبدال علم الأحياء بالتكنولوجيا الهندسية، للهندسة منظور مختلف للأعضاء البشرية، فالقلب عند الأطباء يضخ الدم فيتصوره المهندسون أنه كالمضخة يضخ الدم في الشرايين بقوة معينة، والمخ يعتبره الأطباء العضو الرئيسي المتحكم في كل أعضاء الجسم فيتصوره المهندسون أنه منشأة بها كمية من الروافع والبكرات وكل بكرة متصلة بعضو من الأعضاء وبالمخ أداة أو جهاز يقوم بإرسال نبضات كهربية تتأثر به البكرة والرافعة فيتأثر العضو فيرتفع أو ينخفض ، والهيكل العظمي كالهياكل الهندسية المرتبطة بالرافعات. أدى هذا المنظور الهندسي إلى ظهور عدة مجالات ترتبط بالمجالات الهندسية الأساسية مثل الذكاء الاصطناعي والشبكات العصبية والمنطق الضبابي والروبوتات، وأدى أيضاً لتطوير كبير في العديد من الإبتكارات، منها القلب الصناعي والرئة الصناعية والأطراف الصناعية وغيرها، وهناك أيضًا العديد من القواسم المشتركة بين الهندسة والطب.
كلا المجالين يقدمان حلولاً لمشاكل البشر. لكن هذا يتطلب في الغالب تقدمًا كبيراً في فهم الظواهر بشكل علمي كبير، وبالتالي فإن التجربة والمعرفة التجريبية جزء لا يتجزأ من كليهما.

### التصميم والفنون التطبيقية والتشكيلية والهندسة

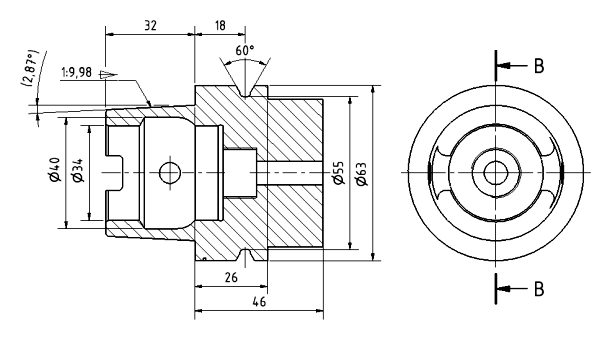
رسم هندسي لجزء من آلة تشغيل

تعد الفنون التطبيقية والتشكيلية والتصميم أحد المكونات العملية في الهندسة يمكن رؤية الصلات المشتركة بين الهندسة والفنون التطبيقية والتشكيلية والتصميم في العديد من الأساليب كتصميم المنتجات والتصميم الصناعي والعمارة والرسم الهندسي.

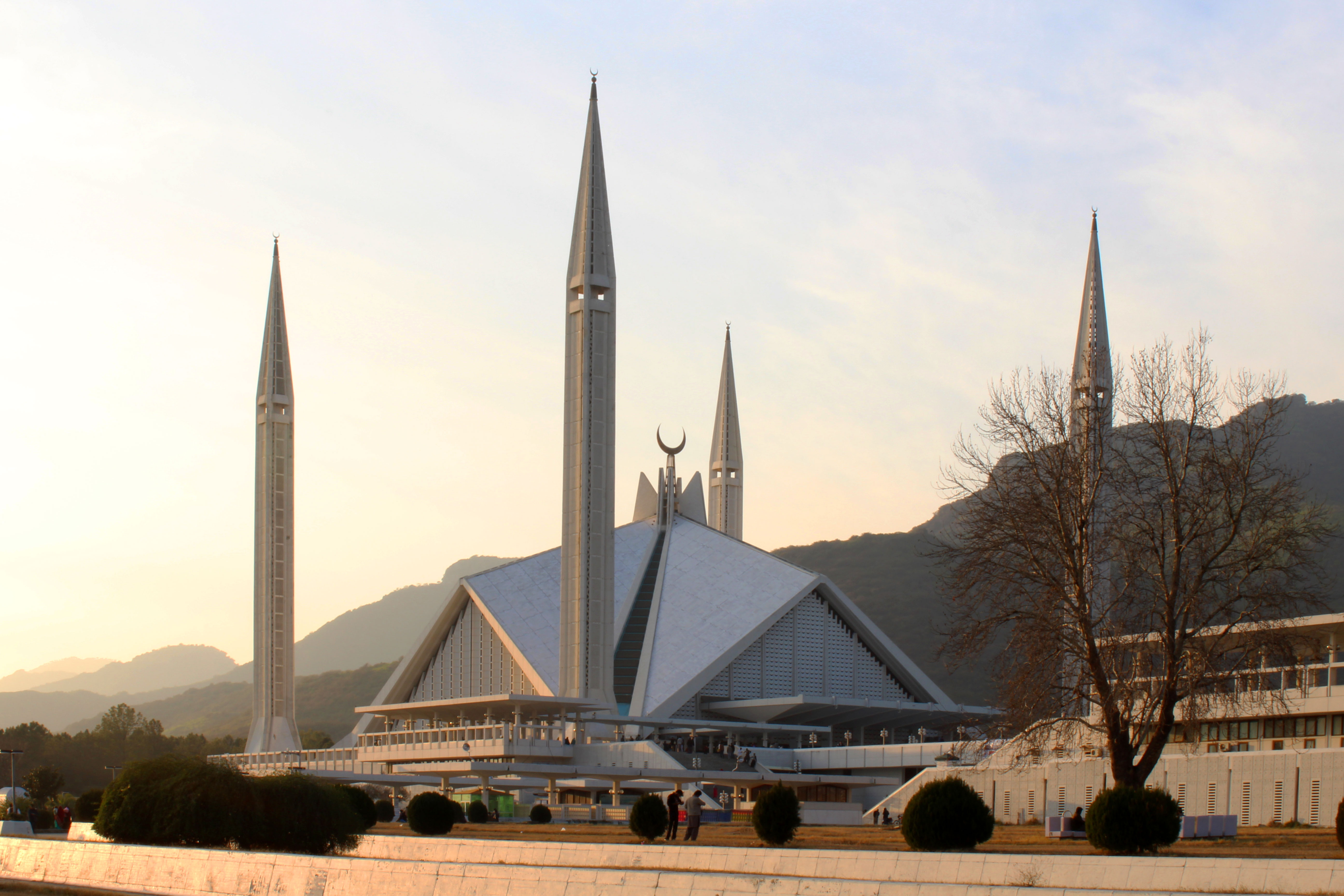
الهندسة المعمارية في مسجد الملك فيصل بإسلام أباد

يعد الرسم الهندسي والرسم الميكانيكي أو رسم الآلات بمثابة لغات فنية وهندسية تمكن المهندس من التعبير ونقل الأفكار الهندسية عن أي تصميم بطريقة تمكن الآخرين من فهمه وتطويره وتصنيعه. ويكون هذا الرسم وفقا لمعايير متفق عليها بالنسبة للشكل والتسمية والمظهر والحجم وما إلى ذلك. ويهدف الرسم الهندسي إلى استيعاب كافة الخواص الهندسية لكيان أو منتج ما بشكل واضح بما لا يدع مجالا للبس. والغاية الأساسية من الرسم الهندسي هي توصيل المعلومات الأساسية التي تمكن المصنع من إنتاج هذا المكون.
يعد مهندس التصميم الشخص الذي يقوم أو يشارك بعملية التصميم الهندسي في أي من التخصصات الهندسية المختلفة كالهندسة المدنية، أو الميكانيكية، أو المعمارية، أو الكهربائية، أو الإلكترونية، أو الكيميائيّة، أو الفضائية، أو النووية، وغيرها من التخصصات الهندسية، عادة ما يعمل مهندس التصميم مع فريق من المهندسين لتطوير التصاميم المفاهيمية والتفصيلية التي تضمن أن المنتج يعمل وينفذ ويتناسب مع غرضه.